# 越中境パーキングエリア
越中境パーキングエリア（えっちゅうさかいパーキングエリア）は、富山県下新川郡朝日町境にある北陸自動車道のパーキングエリアである。
日本道路公団の分割民営化によって、東日本高速道路（NEXCO東日本）が管轄するサービスエリア・パーキングエリアでは最西端で、かつ唯一富山県内にあるPAとなっている。標高30m弱に位置しており、能登半島やヒスイ海岸を望むことが出来る。

## 施設
下り線は2018年（平成30年）2月10日に、上り線は同年3月1日にコンビニエンスストア「デイリーヤマザキ」がそれぞれオープンした。
完成当初、高架水槽には富山県の県花チューリップが描かれていて、敷地内には眺望広場や遊具が設置されている他、松尾芭蕉の『一つ家に 遊女も寝たり 萩と月』の句碑、『まがたま』のモニュメント、貫通石も設置されていた。トイレのステンドグラスにはライチョウが描かれている。

### 上り線（米原方面）
- 駐車場
  - 大型 25台
  - 小型 15台
- トイレ
  - 男性 大4（和式2・洋式2）・小10
  - 女性 11（和式2・洋式9）
    - 同伴の男児用 1

  - 車椅子用 1
- コンビニエンスストア「デイリーヤマザキ」（24時間[2]）
- ATM
  - イーネット（北陸銀行管理）
- 自動販売機

### 下り線（新潟方面）
- 駐車場
  - 大型 25台
  - 小型 15台
- トイレ
  - 男性 大2（和式1・洋式1）・小5
  - 女性 5（和式1・洋式4）
  - 車椅子用 1
- コンビニエンスストア「デイリーヤマザキ」（24時間[2]）
- ATM
  - イーネット（北陸銀行管理）
- 自動販売機

## 隣
E8 北陸自動車道
(27)朝日IC - 越中境PA - (28)親不知IC